# Lantsch/Lenz
Lantsch (rätoromanska) eller Lenz (tyska), officiellt Lantsch/Lenz, är en ort och kommun i regionen Albula i den schweiziska kantonen Graubünden. Kommunen har 528 invånare (2023). Den ligger på en bergsterrass drygt 400 meter ovanför Albuladalens botten.

## Språk
Det traditionella språket är surmeirisk rätoromanska, som förr var hela befolkningens modersmål. Under 1900-talet senare del har detta språk hastigt trängts undan på bekostnad av främst tyska. Vid senaste folkräkningen (2000) uppgav hälften av befolkningen att de använde rätoromanska i vardagen, och en tredjedel uppgav det som huvudspråk. Kommunen är officiellt tvåspråkig. 
I Lantsch finns en skola (årskurs 1-6), som har elever också från grannkommunen Albula/Alvra, där undervisningen bedrivs på rätoromanska. Elever i årskurs 7-9 går på skola i Tiefencastel, där undervisiningen är huvudsakligen tyskspråkig.

## Religion
Kyrkan är katolsk. Den reformerta minoriteten av invånarna söker sig till den reformerta kyrkan i Lenzerheide i grannkommunen Vaz/Obervaz.